# Trifolium spryginii
Trifolium spryginii là một loài thực vật có hoa trong họ Đậu. Loài này được Belyaeva & Siplivinskii miêu tả khoa học đầu tiên năm 1975.